# Meliorativnyi
Meliorativnyi (en carélien : Meliorativnoi, en finnois : Uusi-Vilka, en russe : Мелиорати́вный, Meliorativnyi) est une municipalité rurale du raïon des rives de l'Onega en république de Carélie.

## Géographie
L'agglomération est située sur l'autoroute R21 reliant Saint-Pétersbourg et Mourmansk, à 14 kilomètres à l'ouest de Petroskoi.
La zone rurale d'Uusi-Vilka est bordée à l'est par Petroskoi et Puujoki, au sud-est par Latva-Vetka, au sud-ouest par Pyhäjärvi du raïon de Priaja, à l'ouest par Priaja et Matroosa, au nord-ouest par Tchalna et au nord-est par Suoju.

## Démographie
Recensements (*) ou estimations de la population
| 1989  | 2009  | 2013  | 2015  |
| ----- | ----- | ----- | ----- |
| 2 367 | 2 430 | 2 371 | 2 329 |

| 2017  | 2021  | - | - |
| ----- | ----- | - | - |
| 2 264 | 2 170 | - | - |